# 올리비아 리브스
올리비아 린 리브스(영어: Olivia Lynn Reeves, 2003년 4월 19일~)는 미국의 역도 선수이다. 2024년 하계 올림픽에서 여자 라이트헤비급 금메달을 획득했으며 세계 선수권 대회에서 동메달 1개를 획득했다. 또한 팬아메리칸 게임에서 금메달 1개, 팬아메리카 선수권 대회에서 동메달 1개를 획득했다.

## 개인사
여동생인 헤일리 리브스도 역도 선수로 활동하고 있다.